# Konrad Seiffert
Konrad Julius Friedrich Seiffert (* 23. September 1895 in Brätz, Kreis Meseritz, Provinz Posen; † 18. Januar 1969 in West-Berlin) war ein deutscher Schriftsteller und Zeitungsredakteur.

## Leben
Konrad Seiffert besuchte das Realgymnasium und eine Handelsschule. Danach machte er eine Ausbildung zum Buchhändler.
1914 bewarb er sich mehrmals als Kriegsfreiwilliger, ehe er angenommen wurde. Dann war er Soldat an der Ost- und der Westfront.
Konrad Seiffert arbeitete einige Jahre in Mainz.
In den 1920er Jahren engagierte er sich in der sozialistischen Bewegung in Berlin, auch gegen deutschvölkische und nationalsozialistische Aktivitäten. 1923 war er Mitglied der VSPD. Danach war er Redakteur, Werbe- und Propagandaleiter in Berliner Verlagen. In dieser Zeit hörte er auch einige Vorlesungen im Institut für Zeitungswissenschaft der Universität Berlin und über Volkswirtschaft.
1931 veröffentlichte Konrad Seiffert seinen Antikriegsroman Vormarsch im Osten. Brandfackeln über Polen. 1933 wurde dieser verboten und er deswegen verhaftet. Er verlor seine Leitungsfunktionen.
Konrad Seiffert unternahm angeblich Reisen in die ehemaligen deutschen Kolonien, nach Südamerika, in den Vorderen Orient, nach Italien und Jugoslawien. Über diese Länder schrieb er Abenteuerromane.
Seit etwa 1938 lebte er in Sondernach und/oder Betzingen bei Reutlingen.
1946 publizierte Konrad Seiffert im Bauernverlag in Ost-Berlin. Später wurde er Verlagsdirektor und Chefredakteur in West-Berlin, dort wohnte er in Britz.

## Publikationen
Konrad Seiffert schrieb Artikel für linke Zeitschriften und Zeitungen, wie die Weltbühne (1923, 1925), das Berliner Tageblatt und die Frankfurter Zeitung. Seit 1937 verfasste er vor allem Abenteuerromane.

### Vormarsch im Osten
1931 veröffentlichte Konrad Seiffert den Antikriegsroman Vormarsch im Osten. Brandfackeln über Polen im Fackelreiter-Verlag in Hamburg.
Dort beschrieb er ausführlich Kriegserlebnisse in Russisch-Polen, die er wahrscheinlich selbst gemacht hatte.
Der hauptsächliche Inhalt ist die Beschreibung des raschen Vormarsches deutscher Truppen  und das viele Elend, das er dort sah.

„Mit dem Gleichgültig werden geht es fabelhaft leicht. Man gewöhnt sich an all das Gräßliche, wie man sich an Marmelade gewöhnt.“

### Bücher
- Traum und Taumel. Gedichte. Berlin-Friedrichshagen 1924
- Farm Naßlowhöhe. Köln/Leipzig 1931
- Vormarsch im Osten. Brandfackeln über Polen. Fackelreiter-Verlag Hamburg-Bergedorf 1931
- Morgan erobert Panama. Erzählung 1937 Digitalisat
- Der Brasilianer. Dresden 1937
- Joachim Nettelbecks Fahrten. Dresden 1937
- Die Kolonie Quiriquina. Reutlingen 1939 Digitalisat
- Siota bleibt deutsch. Reutlingen 1939
- Bauernregeln. Gedichte, Bauernverlag Berlin 1946
- Panuanoah und andere Erzählungen aus vier Erdteilen. Berlin 1954
- Pascha von Damaskus. Schwabenverlag Stuttgart 1957
- Zobel für den Zaren. Schwabenverlag Stuttgart 1958
- Ein Kästchen aus Korla. Schwabenverlag Stuttgart 1960
- Wegweiser für die Berliner Jugend. Berlin 1961
- Die Welt aus den Angeln heben. Schwabenverlag Stuttgart 1964
- Wem gehört der Schwarze Drachen? Schwabenverlag Stuttgart 1965